# 4001 프톨레마이오스
4001 프톨레마이오스(4001 Ptolemaeus)는 1949년 발견된 소행성대의 소행성이다. 1949년 8월 2일 독일의 천문학자 카를 빌헬름 라인무트가 하이델베르그-쾨니히스툴 주립 천문대에서 발견하였다.
SMASS 분류 기준, S형 소행성이며, 절대등급(H)은 13.7이다. 임시명칭은 1949 PV 등 이었으며, 1991년에 국제천문연맹이 천문학자 클라우디오스 프톨레마이오스의 이름을 따서 소행성 이름을 붙였다.